# Gløderør
Et gløderør er en del af en dieselmotor. Modsat hvad der er tilfældet i benzinmotorer, bliver brændstoffet i en dieselmotor ikke antændt ved hjælp af en gnist. Forbrændingen i en motor, der anvender dieselolie, sker ved en kombination af det høje kompressionsforhold i cylinderen samt tilstedeværelsen af varme. Når først motoren er i gang, leverer forbrændingen den nødvendige varme, men for at få en kold motor i gang er det nødvendigt at varme området omkring forbrændingen op, hvilket gøres med et gløderør. 
Førhen skulle en dieselmotor forvarmes i omkring et halvt minut; denne lange forvarmning er på grund af den tekniske udvikling ikke længere nødvendig, og de fleste dieselbiler kan i dag startes, som var de en benzinbil.